# Неаполитанский залив
Неаполитанский залив (итал. Golfo di Napoli) — часть Тирренского моря, на западном берегу Италии, славится красотой окружающей местности, очень богат животным миром.
От мыса Мизено на западе до мыса Кампанелла на востоке 30 км ширины. Берега густо населены. У западной окраины большие острова Иския и Прочида, у восточной окраины — Капри.
Вокруг Неаполитанского залива с северо-запада на юго-восток находятся руины античного римского города Баиа, город Поццуоли с его Флегрейскими полями, большой город Неаполь, вулкан Везувий и раскопки древних городов Помпеи и Геркуланум, города Торре-дель-Греко и Кастелламмаре-ди-Стабия. На юго-востоке залива расположен полуостров Сорренто.
Во времена Римской империи на месте залива находилась суша, лишь позже наступающие воды моря образовали залив.

Вид на залив из замка Сант-Эльмо, Неаполь. Слева на побережье вулкан Везувий